# Turku
Turku (en suec: Åbo) és una ciutat localitzada a la costa sud-oest de Finlàndia i la capital administrativa de la regió de Finlándia Propia (Varsinais-Suomi), situada a la riba del riu Aura. Té una població de 202.250 habitants (2024), dels quals el 5,2% són de llengua sueca. La seva àrea regional, formada per 11 municipis, té una població de 337.188 habitants (2021). És la sisena ciutat de Finlàndia en població (després de la capital, Hèlsinki, i les ciutats d'Espoo, Tampere, Vantaa i Oulu).

## Història
Turku és la ciutat més antiga de Finlàndia. Se'n desconeix amb exactitud l'any de fundació, però la seva història documentada comença el 1229, quan s'hi va traslladar el bisbat. Avui en dia, hi té la seu l'arquebisbat de l'Església evangelicoluterana de Finlàndia i la catedral de Turku és considerada santuari nacional. Això no obstant, es considera que probablement ja existís aquesta ciutat al voltant del 1150 com a punt de trobada i de comerç dels habitants de l'interior del país. El nom en finès, Turku, prové precisament de la paraula rússa «mercat». El bisbe de la ciutat Mikael Agrícola va ser, el 1554, el primer a utilitzar el finès com a llengua escrita, per a traduir la Bíblia a la seva llengua nadiua.
Durant el regnat de Suècia, o sigui fins a l'any 1809, Turku era la capital de Finlàndia i va conservar la seva rellevància com a ciutat cultural, eclesiàstica i universitària. Ja el 1640 era la primera ciutat universitària de Finlàndia, quan la reina Cristina de Suècia hi va fer fundar l'Acadèmia de Turku, avui la Universitat de Hèlsinki. Durant la Guerra de Finlàndia (1808-1809), es va perdre la unió amb Suècia i va passar a formar part de Rússia. Quan el tsar Alexandre I de Rússia va ordenar que Hèlsinki es convertís en capital del Gran Ducat de Finlàndia (per motius polítics), va perdre la capitalitat i les dependències administratives. A més a més, el 1827, després d'un gran incendi que va devastar gran part de la ciutat, es va decidir traslladar també l'Acadèmia a Hèlsinki, on va començar a funcionar el 1828.

## Cultura
Avui dia, Turku és una ciutat que té tres universitats -la Universitat de Turku (en finès Turun yliopisto), fundada l'any 1920, la Universitat Åbo Akademi (de llengua sueca, fundada l'any 1918) i l'Escola Superior de Ciències Econòmiques i Empresarials de Turku (en finès Turun kauppakorkeakoulu, fundada el 1950). A més, té un Centre d'Investigació i Desenvolupament Tecnològic (en finès Turun Teknologiakeskus), on col·laboren -especialment en el camp de les biotecnologies- les universitats, altres institucions d'ensenyament, així com centres d'investigació i empreses. També Turku té una Universitat de Ciències Aplicades (Turun Ammattikorkeakoulu) que, segons el sistema d'ensenyament finès, no és una universitat en tota regla.

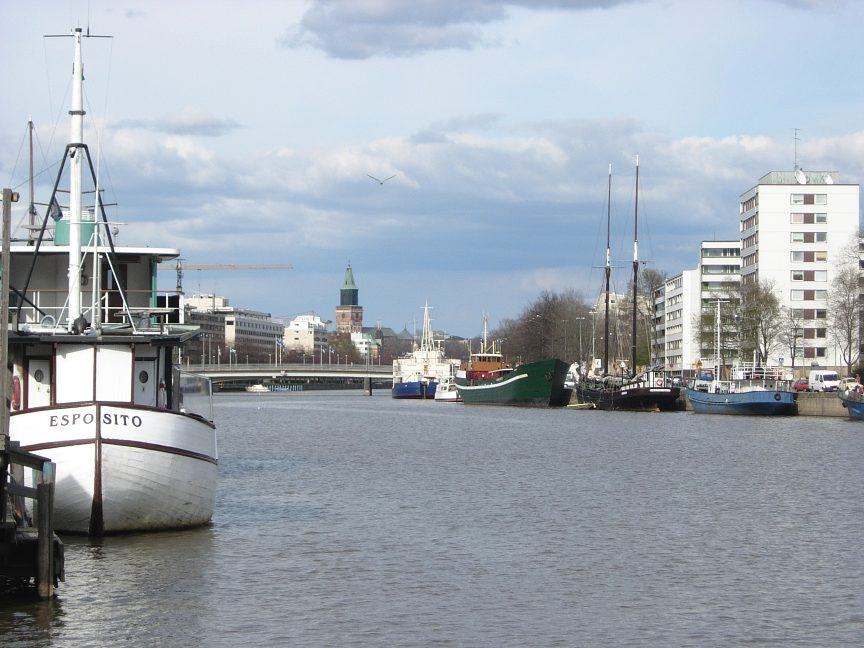
Turku vista des del riu Aura (Aurajoki en finès)

## Economia
A nivell nacional, Turku és una ciutat important, a més del seu patrimoni històric i activitat cultural, pel seu port, l'activitat comercial i com a centre de fires nacionals i internacionals. A nivell europeu, Turku forma un punt d'unió entre Estocolm i Sant Petersburg, ja que té connexions regulars de transbordadors que, en la seva trajectòria marítima a la capital sueca (unes 10 hores amb vaixell), travessen un dels arxipèlags més bells del món i fan escala en la capital de les Illes Åland, Mariehamn, les quals tenen un grau alt d'autonomia.

## Fills il·lustres
- Karl Ekman, pianista.

## Ciutats agermanades
Turku manté una relació d'agermanament amb les següents ciutats:
| - Sant Petersburg (Rússia, 1953) - Szeged (Hongria, 1971) - Gdańsk (Polònia, 1958) - Florència (Itàlia, 1992) - Göteborg (Suècia, 1946) - Århus (Dinamarca, 1946) - Rostock (Alemanya, 1963) | - Bergen (Noruega, 1946) - Colònia (Alemanya, 1967) - Varna (Bulgària, 1963) - Bratislava (Eslovàquia, 1976) - Constança (Romania, 1963) - Tianjin (República Popular de la Xina, 2000) - Tartu, Tallinn i Kuressaare (Estònia, acord de cooperació) - Khàrkiv (Ucraïna) 2022 |